# Matteo Bugli
Matteo Bugli (Rimini, 10 de março de 1983) é um ex-futebolista samarinês que atuava como meio-campista. 

## Carreira em clubes
Revelado pelo Domagnano, onde atuou entre 2003 e 2006, jogou também por Olympia Secchiano e Verucchio, equipes das divisões inferiores da Itália. De volta a San Marino em 2009, atuou por Murata, Cosmos e San Giovanni, onde se aposentou em 2018. 

## Carreira internacional
Pela Seleção de San Marino, Bugli atuou em 22 jogos entre 2006 e 2011.

## Títulos
Domagnano
- Campeonato Samarinês: 2004–05
- Supercopa de San Marino: 2004